# ハンガリー人の姓名
ハンガリー人の姓名（ハンガリーじんのせいめい）では、ハンガリー人の姓と名について述べる。

## 順番
ハンガリー人の姓名は本来、日本人と同じく「姓・名」の順である。しかし、ハンガリー人が国外で活動する場合は、他の欧米諸国の姓名に倣って「名・姓」の順で表記することも多い（イシュトヴァン・ケルテス、フェレンツ・フリッチャイ、カタリン・カリコなど）。
また、歴史的（オーストリア＝ハンガリー帝国期など）には、ハンガリー語の姓名とドイツ語の姓名を有していた。この場合、ハンガリー語の姓名をドイツ語またはドイツ語風に翻訳した上で「名・姓」の順で表記した。
フィリップ・レーナルト
- （ドイツ名）フィリップ・エドゥアルト・アントン・フォン・レーナルト（Philipp Eduard Anton von Lenard）
- （ハンガリー名）レーナールド・フュレプ・エデ・アンタル（Lénárd Fülöp Ede Antal）

ジョン・フォン・ノイマン（英語名）
- （ドイツ名）ヨハネス・ルートヴィヒ・フォン・ノイマン（Johannes Ludwig von Neumann）
- （ハンガリー名）ナイマン・ヤーノシュ・ラヨシュ（Neumann János Lajos）

## 名
ハンガリー人の名前は、基本的には聖書・ギリシア語・ラテン語・ゲルマン語・ケルト語を起源とする他のヨーロッパ諸国の名前と同じだが、古代からの踏襲や他のヨーロッパ語の翻訳などを含むハンガリー語起源の名前も多い。聖名祝日 (névnap) のカレンダーは Magyar névnapok betűrendben, A névnapok összesített jegyzéke naptári rendbenなどを参照のこと。
ハンガリー語独自の名前や、ハンガリーにちなんだ名前にはTünde, Álmos, Árpád, Atilla, Csaba, Csongor, Levente, Szabolcsなどがある。
外国語の翻訳例には、
- Győző < Victor
- Szilárd < Constantinus

などがある。

### ミドルネーム
かつては、洗礼名や堅信名が付けられると、出生名の後に続けており、他の欧米諸国の姓名に転ずる場合、出生名と姓の間に置かれ、ミドルネームとなっていたが、現在においては、法律上の位置づけはなく、また、洗礼名や堅信名を名のることもなくなっている。

## 姓